# Поповка (Кунгурский район)
Поповка — деревня  в Пермском крае России. 
Входит в Кунгурский район в рамках административно-территориального устройства и в Кунгурский муниципальный округ в рамках организации местного самоуправления.

## География
Деревня находится у западной границы города Кунгура.

## Население
Постоянное население составляло 379 человек в 2002 году (93 % русские), 519 человека в 2010 году.

## История
С 2004 до 2020 гг. деревня входила в Моховское сельское поселение Кунгурского муниципального района.

## Климат
Климат умеренно-континентальный с продолжительной снежной зимой и коротким, умеренно-тёплым летом. Средняя температура июля составляет +17,8 0С, января −15,6 0С. Среднегодовая температура воздуха составляет +1,3°С. Средняя продолжительность периода с отрицательными температурами составляет 168 дней и продолжительность безморозного периода 113 дней. Среднее годовое количество осадков составляет 539 мм.